# Audión piano
Audión piano es el primer instrumento musical electrónico de tubo de vacío, creado, en 1915, por Lee de Forest.
El audio piano utilizaba una sola válvula de triodo, capaz de alimentar todo un sistema de llaves (una por octava), que eran controladas por un teclado simple. El sonido resultante se reproducía a través de un sistema de altavoces situados alrededor de la sala, para crear un efecto envolvente (con lo que venía a ser un precursor del surround).
- Datos: Q5711477